# Festival Internacional de Cine de Tokio
El Festival Internacional de Cine de Tokio (TIFF), oficialmente en inglés: Tokyo International Film Festival (東京国際映画祭 Tōkyōkokusaieigasai?), es un festival de cine creado en 1985. El festival se celebró de forma bienal hasta 1991 y después pasó a ser anual. Junto al Festival Internacional de Shanghái es uno de los festivales más grandes y prestigiosos de Asia, y el único japonés acreditado por la  FIAPF.
A lo largo de los años, los premios y categorías han ido cambiando, pero el único que se ha mantenido es el que se otorga a la mejor película del festival, llamado Tokyo Sakura Grand Prix.

## Tokyo Sakura Grand Prix
| Año  | Película                               | Director                             |
| ---- | -------------------------------------- | ------------------------------------ |
| 1985 | Typhoon Club                           | Shinji Sōmai                         |
| 1987 | Old Well                               | Wu Tianming                          |
| 1989 | That Summer of White Roses             | Rajko Grlić                          |
| 1991 | City of Hope                           | John Sayles                          |
| 1992 | White Badge                            | Chung Ji-young                       |
| 1993 | The Blue Kite                          | Tian Zhuangzhuang                    |
| 1994 | The Day the Sun Turned Cold            | Yim Ho                               |
| 1995 | Sin premio                             | Sin premio                           |
| 1996 | Kolya                                  | Jan Svěrák                           |
| 1997 | The Perfect Circle Jenseits der Stille | Ademir Kenovic Caroline Link         |
| 1998 | Abre los ojos                          | Alejandro Amenábar                   |
| 1999 | Darkness and Light                     | Chang Tso-chi                        |
| 2000 | Amores Perros                          | Alejandro González Iñárritu          |
| 2001 | Slogans                                | Gjergj Xhuvani                       |
| 2002 | Broken Wings                           | Nir Bergman                          |
| 2003 | Nuan                                   | Huo Jianqi                           |
| 2004 | Whisky                                 | Juan Pablo Rebella                   |
| 2005 | What the Snow Brings                   | Kichitaro Negishi                    |
| 2006 | OSS 117: Cairo, Nest of Spies          | Michel Hazanavicius                  |
| 2007 | The Band's Visit                       | Eran Kolirin                         |
| 2008 | Tulpan                                 | Sergey Dvortsevoy                    |
| 2009 | Eastern Plays                          | Kamen Kalev                          |
| 2010 | Intimate Grammar                       | Nir Bergman                          |
| 2011 | Intouchables                           | Olivier Nakache y Éric Toledano      |
| 2012 | The Other Son                          | Lorraine Lévy                        |
| 2013 | We Are the Best!                       | Lukas Moodysson                      |
| 2014 | Heaven Knows What                      | Joshua y Ben Safdie                  |
| 2015 | Nise - The Heart of Madness            | Roberto Berliner                     |
| 2016 | The Bloom of Yesterday                 | Chris Kraus                          |
| 2017 | Grain                                  | Semih Kaplanoğlu                     |
| 2018 | Amanda                                 | Mikhael Hers                         |
| 2019 | Uncle                                  | Frelle Petersen                      |
| 2020 | Sin edición por la pandemia COVID-19   | Sin edición por la pandemia COVID-19 |
| 2021 | Vera Dreams of the Sea                 | Kaltrina Krasniqi                    |
| 2022 | As bestas                              | Rodrigo Sorogoyen                    |
| 2023 | Snow Leopard                           | Pema Tseden                          |

## Otros galardones
| Año  | Mejor Director                                       | Mejor Actor                                                    | Mejor Actriz                                        |
| ---- | ---------------------------------------------------- | -------------------------------------------------------------- | --------------------------------------------------- |
| 1985 | Péter Gothár Megáll az idö                           | Sin premio                                                     | Sin premio                                          |
| 1987 | Lana Gogoberidze Oromtriali                          | Yimou Zhang Lao jing                                           | Rachel Ward Del amor y del deseo                    |
| 1989 | Rajko Grlić That Summer of White Roses               | Marlon Brando Una árida estación blanca                        | Elena Yakovleva Interdevochka                       |
| 1991 | Alan Parker The Commitments                          | Otar Megvinetukhutsesi Izydi!                                  | Lirong Zhao Guo nian                                |
| 1992 | Chung Ji-young White Badge                           | Max von Sydow El toque silencioso                              | Lumi Cavazos Como agua para chocolate               |
| 1993 | Taylor Hackford Blood In, Blood Out                  | Masahiro Motoki Last Song                                      | Lolita Davidovich Younger and Younger               |
| 1994 | Ho Yim Tian guo ni zi                                | Zhentuo Niu Bei kao bei, lian dui lian                         | Debra Winger Una mujer peligrosa                    |
| 1995 | Joseph Novoa Sicario, la ley de la calle             | Sin premio                                                     | Yasuko Tomita Nan Jing de ji du                     |
| 1996 | Tian-Ming Wu El rey de las máscaras                  | Xu Zhu El rey de las máscaras                                  | Hildegun Riise y Marie Theisen Søndagsengler        |
| 1997 | Ademir Kenovic El círculo perfecto                   | Kôji Yakusho Cure                                              | Rene Liu y Jing Tseng Mei li zai chang ge           |
| 1998 | Guy Ritchie Lock & Stock                             | Brad Renfro Verano de corrupción                               | Maki Miyamoto Omocha                                |
| 1999 | Martha Fiennes Oneguin                               | Carlos Álvarez-Nóvoa Solas                                     | María Galiana Solas                                 |
| 2000 | Alejandro González Iñárritu Amores Perros            | Moussa Maaskri Mondialito                                      | Jennifer Jason Leigh The King Is Alive              |
| 2001 | Gjergj Xhuvani Slogans                               | Andrew Howard Mr In-Between                                    | Luiza Xhuvani Slogans                               |
| 2002 | Carlo Rola Sass                                      | Graham Greene Skins                                            | Donatella Finocchiaro Angela                        |
| 2003 | Chris Valentien Santa Smokes                         | Teruyuki Kagawa Nuan                                           | Kristy Jean Hulslander Santa Smokes                 |
| 2004 | Chan-sang Lim The President's Barber                 | Oldzhas Nusupbayev Shiza                                       | Mirella Pascual Whisky                              |
| 2005 | Kichitaro Negishi What the Snow Brings               | Kôichi Satô Yuki ni negau koto                                 | Helena Bonham Carter Conversations with Other Women |
| 2006 | Jonathan Dayton y Valerie Faris Little Miss Sunshine | Roy Dupuis Maurice Richard                                     | Abigail Breslin Little Miss Sunshine                |
| 2007 | Peter Howitt Dangerous Parking                       | Damian Ul Un cuento de verano                                  | Shefali Shah Gandhi, My Father                      |
| 2008 | Sergey Dvortsevoy Tulpan                             | Vincent Cassel Mesrine                                         | Félicité Wouassi With a Little Help from Myself     |
| 2009 | Kamen Kalev Eastern Plays                            | Christo Christov Iztochni Piesi                                | Julie Gayet Eight Times Up                          |
| 2010 | Nir Bergman Intimate Grammar                         | Qianyuan Wang Gang de qin                                      | Fan Bingbing Buddha Mountain                        |
| 2011 | Ruben Östlund Play                                   | François Cluzet y Omar Sy Intouchables                         | Glenn Close Albert Nobbs                            |
| 2012 | Lorraine Lévy The Other Son                          | Yeong-ju Seo Beom-joe-so-nyeon                                 | Neslihan Atagül Araf - Somewhere in Between         |
| 2013 | Benedikt Erlingsson Of Horses and Men                | Jingchun Wang Jingcha Riji                                     | Eugene Domingo Barber's Tales                       |
| 2014 | Joshua y Ben Safdie Heaven Knows What                | Robert Więckiewicz Pod mocnym aniolem                          | Rie Miyazawa Pale Moon                              |
| 2015 | Mustafa Kara Cold of Kalandar                        | Roland Møller y Louis Hofman Land of Mine                      | Glória Pires Nise - The Heart of Madness            |
| 2016 | Hana Jušić Quit Staring at My Plate                  | Paolo Ballesteros Die Beautiful                                | Lene Cecilia Sparrok Sami Blood                     |
| 2017 | Edmund Yeo Aqerat                                    | Duan Yihong The Looming Storm                                  | Adeline D'Hermy Maryline                            |
| 2018 | Edoardo De Angelis The Vice of Hope                  | Jesper Christensen Before the Frost                            | Pina Turco The Vice of Hope                         |
| 2019 | Saeed Roustaee Just 6.5                              | Navid Mohammadzadeh Just 6.5                                   | Nadia Tereszkiewicz Only the Animals                |
| 2020 | Sin edición por la pandemia COVID-19                 | Sin edición por la pandemia COVID-19                           | Sin edición por la pandemia COVID-19                |
| 2021 | Darezhan Omirbaev Poet                               | Amir Aghaei, Fatih Al, Bariş Yildiz, Onur Buldu The Four Walls | Julia Chávez The Other Tom                          |
| 2022 | Rodrigo Sorogoyen As bestas                          | Denis Ménochet As bestas                                       | Aline Küppenheim 1976                               |
| 2023 | Kishi Yoshiyuki (Ab)normal Desire                    | Yasna Mirtahmasb Roxana                                        | Zar Amir Ebrahimi Tatami                            |